# Champ Car Series 1983
De Champ Car Series 1983 was het vijfde CART kampioenschap dat gehouden werd tussen 1979 en 2007. Het werd gewonnen door Al Unser Sr. De race op het circuit van Indianapolis werd gewonnen door Tom Sneva.

## Races
|    | Datum        | Circuit                         | Winnaar         | Tweede         | Derde          | Pole position  |
| 1  | 17 april     | Atlanta Motor Speedway          | Gordon Johncock | Al Unser Sr.   | John Paul Jr.  | Rick Mears     |
| 2  | 29 mei       | Indianapolis Motor Speedway     | Tom Sneva       | Al Unser Sr.   | Rick Mears     | Teo Fabi       |
| 3  | 12 juni      | Milwaukee Mile                  | Tom Sneva       | Al Unser Sr.   | Rick Mears     | Teo Fabi       |
| 4  | 3 juli       | Cleveland                       | Al Unser Sr.    | Pete Halsmer   | Teo Fabi       | Mario Andretti |
| 5  | 17 juli      | Michigan International Speedway | John Paul Jr.   | Al Unser Sr.   | Mario Andretti | Teo Fabi       |
| 6  | 31 juli      | Road America                    | Mario Andretti  | Al Unser Jr.   | Al Unser Sr.   | Mario Andretti |
| 7  | 14 augustus  | Pocono Raceway                  | Teo Fabi        | Al Unser Jr.   | Rick Mears     | Tom Sneva      |
| 8  | 28 augustus  | Riverside International Raceway | Bobby Rahal     | Teo Fabi       | John Paul Jr.  | Teo Fabi       |
| 9  | 11 september | Mid-Ohio Sports Car Course      | Teo Fabi        | Mario Andretti | Bobby Rahal    | Bobby Rahal    |
| 10 | 18 september | Michigan International Speedway | Rick Mears      | Bobby Rahal    | Teo Fabi       | Bobby Rahal    |
| 11 | 8 oktober    | Caesars Palace                  | Mario Andretti  | John Paul Jr.  | Chip Ganassi   | John Paul Jr.  |
| 12 | 23 oktober   | Laguna Seca                     | Teo Fabi        | Mario Andretti | Chip Ganassi   | Teo Fabi       |
| 13 | 29 oktober   | Phoenix International Raceway   | Teo Fabi        | Mario Andretti | Tom Sneva      | Teo Fabi       |

## Eindrangschikking (Top 10)
| Rank | Rijder         | Ptn |
| ---- | -------------- | --- |
| 1.   | Al Unser Sr.   | 151 |
| 2.   | Teo Fabi       | 146 |
| 3.   | Mario Andretti | 133 |
| 4.   | Tom Sneva      | 96  |
| 5.   | Bobby Rahal    | 94  |
| 6.   | Rick Mears     | 92  |
| 7.   | Al Unser Jr.   | 89  |
| 8.   | John Paul Jr.  | 84  |
| 9.   | Chip Ganassi   | 56  |
| 10.  | Pancho Carter  | 53  |

1979 · 
1980 ·
1981 ·
1982 ·
1983 ·
1984 ·
1985 ·
1986 ·
1987 ·
1988 ·
1989 ·
1990 ·
1991 ·
1992 ·
1993 ·
1994 ·
1995 ·
1996 ·
1997 ·
1998 ·
1999 ·
2000 ·
2001 ·
2002 ·
2003 ·
2004 ·
2005 ·
2006 ·
2007